# 大樹桜
大樹桜（おおき さくら）は日本の女優。

## 来歴
長野県出身の女優。

## 人物
- 趣味は映画観賞、フィギュアスケート、読書。
- 小柄で童顔。『蜻蛉峠』パンフレットにも、特徴として「丸顔童顔」「色白」などが挙げられている。
- 身長149cm。
- 血液型はO型。

## 出演

### 舞台
- 『三文オペラ』（2007年5月）‐娼婦ベティー、乞食役
- 『あぶらでり・かどで』（2007年7月）‐おきみ役、おせん役
- 『テレビ番組』（2007年6月）‐カロリーヌ・ブラシュ役
- 『リハーサルルーム』（2008年2月）‐渡部菜々子役
- 『Over The Rainbow…?アリス的不完全穴ぼこ墜落論』（2008年7月）‐少女（小さなアリス）役
- 『闇に咲く花』（2008年8月〜10月）‐子守の少女役
- 『舞台は夢〜イリュージョンコミック』（2008年12月）‐プロンプター、小姓役
- 『蜉蝣峠』（2009年3月〜5月）‐三味線弾き、子供役
- ブス会「女の罪」（2010年7月29日 - 8月10日、リトルモア地下）- しのぶ 役
- 『袴垂れはどこだ』tpt (演出:千葉哲也)-女役
- 『彼女の素肌』せんがわ劇場 (演出:西川信廣)-主演イヴ・ダグラス役
- 『から騒ぎ』(翻訳演出:河合祥一郎)-マーガレット役
- 『ベルナルダ・アルバの家』(演出:SST)-主演アデーラ役